# Saleem Kidwai

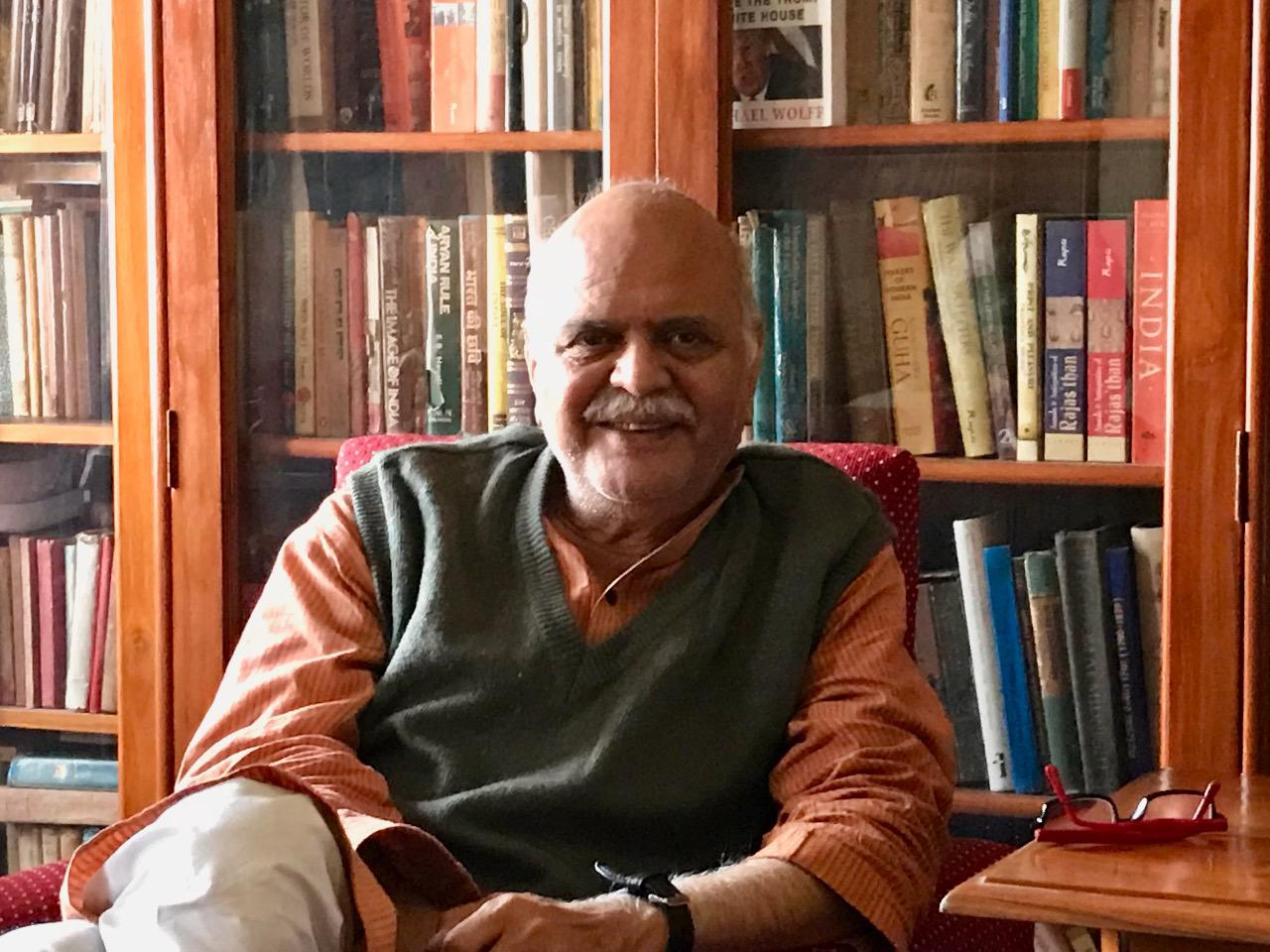
Saleem Kidwai, 2021

Saleem Kidwai (* 20. Dezember 1951 in Lakhnau; † 30. August 2021 ebenda) war ein indischer Hochschullehrer und Autor.
Kidwai wurde in Lakhnau geboren, wo er zur Schule ging. Er studierte ab 1968 in Delhi Geschichte und unterrichtete ab 1973 viele Jahre Geschichte am Ramjas College an der University of Delhi. 1993 entschied sich Kidwai seine Arbeit als Hochschullehrer in Delhi aufzugeben und wurde Autor. Er schrieb mehrere Bücher. Bekannt ist insbesondere sein gemeinschaftlich mit Ruth Vanita geschriebenes Buch Same-Sex love in India: Readings from Literature and History, das 2000 veröffentlicht wurde.

## Werke (Auswahl)
- Same-Sex love in India: Readings from Literature and History (gemeinsam mit Ruth Vanita), 2000, London: Palgrave Macmillan, ISBN 0-312-22169-X
- Song Sung True : A Memoir, (gemeinschaftlich mit Malka Pukhraj), 2003
- Gay historians, (gemeinsam mit Ruth Vanita), QueerIndia, 5. März 2005